# Anala Corona
Anala Corona est une corona, formation géologique en forme de couronne, située sur la planète Vénus par 11° N et 14° E. Elle est localisée dans le quadrangle de Sappho Patera. Elle a été nommée en référence à Anala, déesse de la fertilité hindoue Nom changé pour Anala Mons. 

## Géographie et géologie
Anala Corona couvre une surface circulaire d'environ 240 km de diamètre. 